# Biblioteca di Petrarca

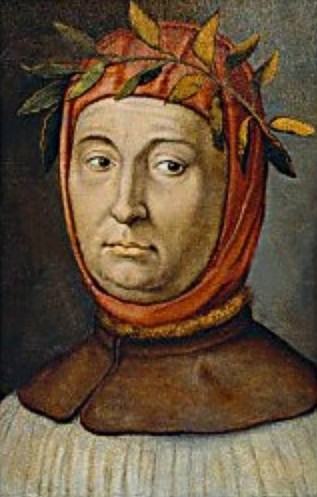
Francesco Petrarca

Il poeta Francesco Petrarca si organizzò per lasciare la sua biblioteca personale alla città di Venezia, ma non ci riuscì e la biblioteca non arrivò mai a destinazione. La tradizione veneziana narra che questa iniziativa diede luogo alla fondazione della Biblioteca nazionale Marciana, ma è un anacronismo, dato che quest'ultima fu allestita un secolo dopo.

## I libri di Petrarca
Dopo che Petrarca aveva scomposto e suddiviso le sue collezioni librarie personali a Parma e a Vaucluse, prese l'abitudine di viaggiare con pile di manoscritti in una lunga processione a cavallo. Nella mezza età si stancò di portare la sua vasta collezione di manoscritti e libri in giro nei suoi lunghi viaggi e decise di offrire tale sua collezione alla Repubblica di Venezia, a condizione che i libri venissero adeguatamente alloggiati e mai venduti o divisi. Tutto ciò in cambio di una residenza permanente per lui e per la famiglia di sua figlia. Desiderava avere la sua preziosa collezione di manoscritti e libri antichi sistemata in una biblioteca pubblica, secondo il concetto di coloro che nell'antichità classica avevano costruito le grandi biblioteche, come aveva fatto Tolomeo II Filadelfo con la Biblioteca di Alessandria. Sicché chiamò il suo amico Benintendi de' Ravegnani, Gran Cancelliere di Venezia, e discusse questo argomento. Benintendi accolse con entusiasmo l'idea di ricevere i libri e manoscritti del Petrarca. Preparò immediatamente la delibera per la riunione del Gran Consiglio all'inizio di settembre 1362 su tale questione. La delibera approvava la donazione dei libri di Petrarca alla Basilica di San Marco (Marciana) che ne diveniva il protettore, come simbolo e patrono di Venezia.
L'accordo tra Petrarca e la Repubblica di Venezia era che nessuno dei libri antichi, né i manoscritti di Petrarca dovevano essere dispersi: dovevano esser conservati in un luogo sicuro in memoria e onore del grande poeta. In cambio di questo, Petrarca poteva usufruire di una degna residenza a spese dello Stato vita natural durante. Petrarca ricevette quindi una grande casa chiamata "Palazzo Molina", noto localmente come Ca' Molin delle due Torri. L'accordo prevedeva che Petrarca avrebbe potuto tenersi la biblioteca fino alla morte e non richiedeva che dovesse per forza vivere a Venezia. Petrarca e la figlia Francesca con il marito Francescuolo da Borsano vi si trasferirono comunque nel 1362 e divenne la loro residenza principale dal 1362 al 1367, insieme alla sua biblioteca personale di libri e manoscritti.
La Biblioteca di Petrarca fu quindi trasferita al molo di Riva degli Schiavoni. La collezione era composta da circa duecento codici e poiché i codici di solito contenevano più opere, il totale era quindi molto superiore. La biblioteca includeva un gran numero di volumi storici e della prima cultura cristiana, quanti Petrarca era riuscito a trovare e selezionare in dieci anni di assiduo studio, con ricerca nelle biblioteche monastiche e nei suoi viaggi esploratorii. Tutto questo si adattava perfettamente a formare la biblioteca ideale di un uomo di cultura, integrandosi con l'umanesimo del poeta.

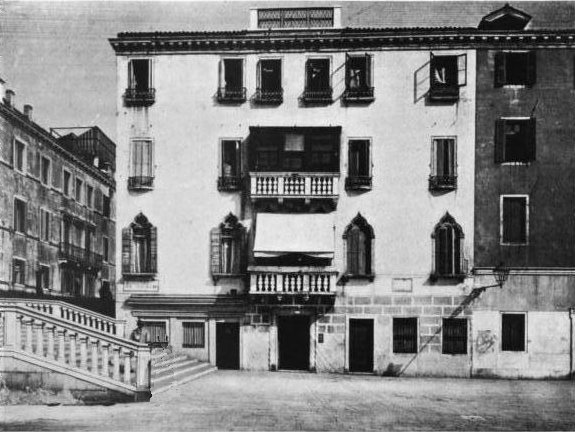
Palazzo Molina, dove Petrarca alloggiò con la sua biblioteca.

Tuttavia, ad un certo punto nell'anno 1367, Petrarca decise di lasciare Venezia, perché gli studiosi locali non erano interessati alla sua biblioteca personale. Gli studiosi veneziani erano più interessati alle conoscenze scientifiche anziché alla cultura umanistica. Un altro motivo poteva anche essere l'inquietudine abituale del Petrarca che voleva sempre intraprendere nuove iniziative, o la Peste nera che stava dilagando a Venezia, oppure la guerra scoppiata tra Venezia e Padova a quel tempo, o anche perché aveva ottenuto un canonicato a Padova.
Quando Petrarca lasciò Venezia nel 1368, si andò a stabilire nel territorio di Padova, normalmente ostile a Venezia. Si reputa quindi che l'accordo del poeta con Venezia venisse a questo punto abrogato. Petrarca si costruì una piccola casa ad Arquà, in territorio padovano. Un piccolo vigneto con alcuni alberi di ulivo erano sufficienti per i suoi modesti bisogni casalinghi di quel periodo. Mentre la sua salute deteriorava, rilassava la mente con la lettura e si preparava alla fine. Da lì scrisse all'amato fratello Gherardo (monaco certosino), ammirando i suoi devoti compiti religiosi. A questo punto della sua vita Petrarca sembra aver rinunciato al suo amore per i libri pregiati insieme ad altre vanità del mondo.
Nella notte estiva del 19 luglio dell'anno 1374, Petrarca morì serenamente ad Arquà, solo nella sua biblioteca. I pochi manoscritti che gli erano rimasti furono dispersi. Alcuni di essi possono essere visti a Roma, Parigi, Londra, o in Vaticano. Quelli invece che aveva dato alla Repubblica di Venezia nel citato "accordo", subirono una strana inversione di fortuna. La collezione fu trascurata per secoli, dentro al Palazzo Molina, passata residenza del Petrarca. Molti dei manoscritti e dei libri antichi si erano disintegrati in polvere e altri si erano pietrificati a causa delle condizioni di umidità dell'edificio. Alcuni persino si fusero in un incollamento da massa informe. L'antiquario Tomasini rinvenne alcuni dei libri di Petrarca messi da parte in una stanza buia dietro i "Cavalli di San Marco". I manoscritti sopravvissuti furono collocati nella Libreria Vecchia e sono ora nel Palazzo Ducale di Venezia. Molti dei manoscritti e libri del poeta finirono anche nella biblioteca personale di Gian Galeazzo Visconti a Pavia, e successivamente trasferiti a Parigi. Altri volumi vennero sparsi per le biblioteche dell'Europa, tra cui anche la Biblioteca Bodleiana di Oxford e la Biblioteca Apostolica Vaticana.

## Catalogo
A Milano, la Biblioteca Ambrosiana ospita una copia manoscritta di Virgilio miniata da Simone Martini, che apparteneva a Petrarca. Un catalogo molto preciso della biblioteca del poeta è stato ricostruito dal filologo italiano Giuseppe Billanovich.